# 轉生公主與天才千金的魔法革命
《轉生公主與天才千金的魔法革命》（簡稱）是日本作家鴉小丑所著的輕小說系列，原標題為《轉生公主大人一直憧憬着魔法》，2019年2月至2020年6月於成為小說家吧上連載。2020年1月起經富士見Fantasia文庫發行實體書，由插畫師如月百合擔綱插圖，至今出版共12卷（本篇11卷、短篇集1卷）。
改編漫畫於電擊魔王2020年9月號開始連載，由南高春告繪畫。截至2022年1月，系列累積發行逾18萬冊。改編電視動畫於2023年1月4日至3月22日播映，共12話，動畫製作公司是diomedéa。

## 故事概要
艾妮絲菲亞·溫·帕雷提亞是帕雷提亞王國的大公主，生活在有魔法的世界裏。5歲時前世的記憶復甦，想起前世中現代文明的種種事物，從此鑽研魔法成為了她的目標。

## 角色列表

### 主要角色
艾妮絲菲亞·溫·帕雷提亞（Anisphia Wynn Palettia，聲：千本木彩花）
帕雷提亞王國的第一王女，17歲。生活在有魔法、有貴族的世界。在5歲不知為何冒起「如果有魔法，我就能在天上飛了」的想法時，前世的記憶復甦，想起前世中現代文明的種種事物，從此便以發明能在天上飛的魔法為目標。行事沒有王族風範，被部份人視為大麻煩、王族的污點。同時也因創造出「魔法科學」，加上劍術和體能遠比弟弟優秀，被部份人視為天才。在這個王族、貴族都能使用魔法的世界中，雖然深愛魔法，卻不能使用魔法。
尤菲莉亞·瑪贊塔/尤菲莉亞·費茲·帕雷提亞（Euphyllia Magenta/Euphyllia Fes Palettia，聲：石見舞菜香）
帕雷提亞王國瑪贊塔公爵家的千金，15歲。擁有王室旁系血脈的遠親，有一個作為家族繼承人的弟弟凱特。原為王位繼承人亞爾加德王子的未婚妻，一直以未來王妃的身份努力。遭亞爾加德當眾在宴會撕毀婚約後，被誤闖會場的艾妮絲菲亞綁走。精通全屬性魔法、武藝的天才美少女。
伊莉雅·克拉爾（Illya Coral，聲：加隈亞衣）
艾妮絲菲亞的專屬侍女，27歲。
蕾妮·席昂（Lainie Cyan，聲：羊宮妃那）
席昂男爵家的女兒，因身為吸血鬼的母親生育後離世，幼年時在孤兒院以平民身份長大，直至父親和繼母把她領回家中撫養。15歲。十分可愛，受到王太子亞爾加德的喜愛。
緹爾蒂·庫拉雷特（Tilty Claret，聲：篠原侑）
庫拉雷特侯爵家的千金。
亞爾加德·伯納·帕雷提亞（Algard von Palettia，聲：坂田將吾、塚田悠衣（幼年時期））
帕雷提亞王國的王太子，艾妮絲菲亞的弟弟。自尊心極強。擅自在宴會中當眾撕毀跟尤菲莉亞的婚約。

### 王族
奧爾凡斯·伊爾·帕雷提亞（聲：浜田賢二）
帕雷提亞王國的國王，37歲，長著八字鬍的金髮男子。
謝爾菲娜·梅斯·帕雷提亞（聲：小島幸子）
帕雷提亞王國王后兼外交官，37歲，艾妮絲菲亞和亞爾加德的母親。
琉米耶爾·蕾涅·帕雷提亞（聲：釘宮理恵）
精靈契約者，看似與艾妮絲菲亞同齡的少女，實際上是帕雷提亞王室的先祖，初代國王的女兒，能召喚實體化的精靈。

### 貴族
古蘭茲·瑪贊塔（聲：坪井智浩）
瑪贊塔家族的當家兼帕雷提亞王國宰相，爵位為公爵，尤菲莉亞的父親。
馬修·斯普勞德
斯普勞德家族的當家兼帕雷提亞王國近衛騎士團長，同時也是艾妮絲菲亞劍術方面的啟蒙導師，爵位為伯爵。
納維爾·斯普勞德（聲：岡野友佑）
馬修的兒子。
德拉古斯·席昂（聲：佐久間元輝）
蕾妮的父親，爵位為男爵。
莫里斯·夏爾托斯（聲：八代拓）
夏爾托斯伯爵的兒子，亞爾加德退婚事件的參與者之一。
夏爾托斯伯爵（聲：露崎亘）
帕雷提亞王國魔法省長，爵位為伯爵，保守派的代表。

### 平民
托馬斯·加納（聲：若林佑）
鎮上的鐵匠，與艾妮絲菲亞一起製造魔道具的人之一。

## 出版書籍

### 輕小說
2019年10月10日，宣佈將會經富士見Fantasia文庫出版實體書。小說第1卷對應網絡連載版第一部份「王位繼承篇」第一章，內容「幾乎有8成多一點是重寫」。
作者的新作品第1卷跟本作第5卷經富士見Fantasia文庫同日發售。
| 卷數 | 日本（KADOKAWA） | 日本（KADOKAWA）       | 臺灣（青文出版社） | 臺灣（青文出版社）                                       |
| 卷數 | 發售日期         | ISBN                   | 發售日期           | ISBN                                                     |
| ---- | ---------------- | ---------------------- | ------------------ | -------------------------------------------------------- |
| 1    | 2020年1月18日    | ISBN 978-4-04-073476-7 | 2021年8月5日       | ISBN 978-986-537751-9                                    |
| 2    | 2020年5月20日    | ISBN 978-4-04-073691-4 | 2022年8月25日      | ISBN 978-626-322753-8                                    |
| 3    | 2021年1月20日    | ISBN 978-4-04-073916-8 | 2023年3月9日       | ISBN 978-626-340395-6                                    |
| 4    | 2021年8月20日    | ISBN 978-4-04-074220-5 | 2023年6月12日      | ISBN 978-626-340821-0 ISBN 978-626-362220-3 (豪華限定版) |
| 5    | 2022年8月20日    | ISBN 978-4-04-074610-4 | 2023年7月19日      | ISBN 978-626-362157-2                                    |
| 6    | 2023年1月20日    | ISBN 978-4-04-074846-7 | 2024年1月10日      | ISBN 978-626-362706-2                                    |
| 7    | 2023年7月20日    | ISBN 978-4-04-075022-4 | 2024年7月17日      | ISBN 978-626-383522-1                                    |
| 8    | 2024年2月20日    | ISBN 978-4-04-075023-1 | 2025年1月8日       | ISBN 978-626-399917-6                                    |
| 9    | 2024年9月20日    | ISBN 978-4-04-075617-2 |                    |                                                          |
| 10   | 2025年2月20日    | ISBN 978-4-04-075780-3 |                    |                                                          |
| 11   | 2025年6月20日    | ISBN 978-4-04-075939-5 |                    |                                                          |

短篇集 轉生公主與天才千金的魔法革命 王宮秘話
| 集數 | 日本（KADOKAWA） | 日本（KADOKAWA）       | 臺灣（青文出版社） | 臺灣（青文出版社）    |
| 集數 | 發售日期         | ISBN                   | 發售日期           | ISBN                  |
| ---- | ---------------- | ---------------------- | ------------------ | --------------------- |
| 1    | 2024年8月20日    | ISBN 978-4-04-075581-6 |                    | ISBN 978-626-422977-7 |

### 漫畫
2020年5月20日，小說第2卷發售當日，宣佈將會推出改編漫畫。改編漫畫於同年7月27日發售的電擊魔王9月號開始連載，由南高春告繪畫。
第18話（2022年2月26日刊登）至第36話（2023年10月27日刊登）是原作小說第2卷的故事。
| 卷數 | 日本（KADOKAWA） | 日本（KADOKAWA）       | 臺灣（青文出版社） | 臺灣（青文出版社）     |
| 卷數 | 發售日期         | ISBN                   | 發售日期           | ISBN                   |
| ---- | ---------------- | ---------------------- | ------------------ | ---------------------- |
| 1    | 2021年1月27日    | ISBN 978-4-04-913655-5 | 2022年8月8日       | ISBN 978-626-322787-3  |
| 2    | 2021年8月27日    | ISBN 978-4-04-913896-2 | 2023年3月9日       | ISBN 978-626-340769-5  |
| 3    | 2022年2月10日    | ISBN 978-4-04-914251-8 | 2023年7月17日      | ISBN 978-626-362146-6  |
| 4    | 2022年8月26日    | ISBN 978-4-04-914551-9 | 2024年1月10日      | ISBN 978-626-362731-4  |
| 5    | 2023年3月27日    | ISBN 978-4-04-914881-7 | 2024年6月25日      | ISBN 978-626-383-235-0 |
| 6    | 2023年12月27日   | ISBN 978-4-04-915432-0 | 2024年12月11日     | ISBN 978-626-399-876-6 |
| 7    | 2025年2月10日    | ISBN 978-4-04-916026-0 |                    |                        |

## 迴響
截至2022年1月，系列累積發行逾18萬冊。截至2023年3月，系列累積發行逾60萬冊。截至2023年12月，系列累積發行逾100萬冊
本作改編漫畫獲得下一部人氣漫畫大賞2023紙本漫畫類別第14名。

## 電視動畫
在2022年7月27日發售的電擊魔王9月號上，宣佈將在下一期有「重大消息公佈」。8月12日，宣佈獲改編為將於2023年首播的電視動畫，並公開第1條宣傳片、主視覺圖、兩名主角的聲優和主要製作人員陣容。動畫製作公司是diomedéa。
2023年9月30日至10月1日，舉辦朗讀劇。

### 製作人員
- 原作：
- 人物原案：
- 導演：玉木慎吾
- 系列構成：渡航
- 人物設定：井出直美
- 動畫製作：diomedéa[6]

### 主題曲
片頭曲（第2集－第8集、第10集－第11集）
作詞、作曲、編曲：doriko，主唱：
片尾曲Only for you（第2集－第4集、第6集－第8集、第10集－第11集）
作詞、作曲、編曲：馬淵直純，主唱：艾妮絲菲亞·溫·帕雷提亞（千本木彩花）、尤菲莉亞·瑪贊塔（石見舞菜香）

### 各話列表
| 話數     | 標題                         | 劇本   | 分鏡     | 演出       | 作畫監督 | 總作畫監督                     | 首播日期      |
| -------- | ---------------------------- | ------ | -------- | ---------- | --- | ------------------------------ | ------------- |
| 第一话   | 公主與貴族千金的魔法革命     | 渡航   | 玉木慎吾 | 玉木慎吾   | 諸石康太、本田辰雄、Lee Yuongmee、Lee Jitaek、Mubon Hyeong Jun、Ryu Joong Hyeon、Jeon Hyun Jin                | 井出直美、松本麻友子、石川雅一 | 2023年 1月4日 |
| 第二话   | 得到兼具興趣與實際利益的助手 | 相樂總 | 清水空翔 | 蝴蝶蘭揚羽 | Mubon Hyeong Jun、Ryu Joong Hyeon、Jeon Hyun Jin、Lee Yuongmee、Lee Jitak、Lee seojyoon、Chi Mijung           | 井出直美、松本麻友子、石川雅一 | 1月11日       |
| 第三话   | 憧憬與回憶的霓虹魔劍         | 渡航   | 井畑翔太 | 井畑翔太   | Mubon Hyeong Jun、Ryu Joong Hyeon、Jeon Hyun Jin、Lee Yuongmee、Lee Jitak、Cho Mijung                         | 井出直美、松本麻友子、石川雅一 | 1月18日       |
| 第四话   | 公主殿下與迷途少女表明決心   | 相樂總 | 本多美乃 | 本多美乃   | 諸石康太、Lee Yuongmee、Jeon Hyun Jin、Lee Jitak、Ryu Joong Hyeon、Mubon Hyeong Jun                           | 井出直美、松本麻友子、石川雅一 | 1月25日       |
| 第五話   | 以魔藥和魔劍討伐魔龍         | 王雀孫 | 玉木慎吾 | 玉木慎吾   | Mubon Hyeong Jun、Ryu Joong Hyeon、Jeon Hyun Jin                                                              | 井出直美、松本麻友子、石川雅一 | 2月1日        |
| 第六話   | 解明悔婚與魅惑的真相         | 渡航   | 草川啟造 | 草川啟造   | Mubon Hyeong Jun、Ryu Joong Hyeon、Jeon Hyun Jin、Jang Min-Ho、Kim Shin-Woo、Park Su-Bok                      | 井出直美、松本麻友子、石川雅一 | 2月8日        |
| 第七話   | 創始人與助手的魔學演講       | 王雀孫 | 清水空翔 | 蝴蝶蘭揚羽 | 諸石康太、本田辰雄、KIM JUN O、KIM MYUN SIM、KIM NA NUM                                                       | 井出直美、松本麻友子、石川雅一 | 2月15日       |
| 第八話   | 怪物與庸才的魔法定義         | 相樂總 | 井畑翔太 | 井畑翔太   | 八幡佑樹、Mubon Hyeong Jun、Park Su-Bouk、Jeon Hyun Jin、Jang Min-Ho、Kim Shin-Woo、Ryu Joong Hyeon           | 井出直美、松本麻友子、石川雅一 | 2月22日       |
| 第九話   | 姊弟與為誰存在的王冠         | 渡航   | 玉木慎吾 | 玉木慎吾   | 八幡佑樹、諸石康太、Mubon Hyeong Jun、Ryu Joong Hyeon、Jeon Hyun Jin、Kim Nanum、Song Jinyeong、Kim Myeongsim | 小原充 井出直美                | 3月1日        |
| 第十話   | 死心與激情的王位繼承         | 相樂總 | 本多美乃 | 蝴蝶蘭揚羽 | Mubon Hyeong Jun、Ryu Joong Hyeon、Jeon Hyun Jin、Kim Nanum、Kim Myoungsim、Kim Sooho                         | 井出直美、松本麻友子、石川雅一 | 3月8日        |
| 第十一話 | 失意與決心的精靈契約         | 渡航   | 草川啟造 | 草川啟造   | Mubon Hyeong Jun、Ryu Joong Hyeon、Jeon Hyun Jin                                                              | 井出直美、松本麻友子、石川雅一 | 3月15日       |
| 第十二話 | 她與她的魔法革命             | 渡航   | 玉木慎吾 | 玉木慎吾   | 諸石康太、八幡佑樹、Mubon Hyeong Jun、Ryu Joong Hyeon、Jeon Hyun Jin、Jang Min Ho、Kim Shin Woo、Park Su Bok  | 井出直美、松本麻友子、石川雅一 | 3月22日       |

### 藍光、DVD
| 卷數 | 發售日期      | 收錄話數      | 規格編號   | 規格編號   |
| 卷數 | 發售日期      | 收錄話數      | 藍光版     | DVD版      |
| ---- | ------------- | ------------- | ---------- | ---------- |
| 上   | 2023年3月24日 | 第1話－第6話  | ZMAZ-16431 | ZMSZ-16441 |
| 下   | 2023年5月24日 | 第7話－第12話 | ZMAZ-16432 | ZMSZ-16442 |

### 播映平台
| 播映地區         | 播映平台              | 播映日期              | 播映時間              | 備註   |
| ---------------- | --------------------- | --------------------- | --------------------- | ------ |
| 臺灣             | 巴哈姆特動畫瘋        | 2023年1月4日－3月22日 | 星期三 21:00（UTC+8） |        |
| 臺灣             | 中華電信MOD           | 2023年1月4日－3月22日 | 星期三 21:00（UTC+8） |        |
| 臺灣             | Hami Video            | 2023年1月4日－3月22日 | 星期三 21:00（UTC+8） |        |
| 臺灣             | LiTV 線上影視         | 2023年1月4日－3月22日 | 星期三 21:00（UTC+8） |        |
| 臺灣             | myVideo               | 2023年1月4日－3月22日 | 星期三 21:00（UTC+8） |        |
| 臺灣             | 遠傳friDay影音        | 2023年1月4日－3月22日 | 星期三 21:00（UTC+8） |        |
| 臺灣             | LINE TV               | 2023年1月4日－3月22日 | 星期三 21:00（UTC+8） |        |
| 臺灣             | KKTV                  | 2023年1月4日－3月22日 | 星期三 21:00（UTC+8） |        |
| 臺灣             | Yahoo TV 一起看       | 2023年1月4日－3月22日 | 星期三 21:00（UTC+8） |        |
| 臺灣             | CATCHPLAY+            | 2023年1月4日－3月22日 | 星期三 21:00（UTC+8） |        |
| 臺灣             | 亂搭                  | 2023年1月4日－3月22日 | 星期三 21:00（UTC+8） |        |
| 臺灣             | 愛奇藝                | 2023年1月4日－3月22日 | 星期三 21:00（UTC+8） |        |
| 臺灣             | 木棉花台灣YouTube頻道 | 2023年1月4日－3月22日 | 星期三 21:00（UTC+8） |        |
| 香港、澳門       | 木棉花香港YouTube頻道 | 2023年1月4日－3月22日 | 星期三 21:00（UTC+8） |        |
| 香港、澳門、臺灣 | bilibili              | 2023年1月4日－3月22日 | 星期三 21:00（UTC+8） | [ 53 ] |

## 外部連結
- 小說作者的X（前Twitter）（日語）
- 成為小說家吧官方網站（日語）
- 富士見Fantasia文庫特設網站（日語）
- 漫畫連載網站（日語）
- 電視動畫官方網站（日語）
- 電視動畫的X（前Twitter）（日語）